# KDStV Novesia Bonn
Die Katholische Deutsche Studentenverbindung Novesia Bonn im CV (KDStV Novesia Bonn im CV) ist eine 1863 an der Universität Bonn gegründete nichtschlagende, katholische Studentenverbindung, die dem Cartellverband (CV) seit 1911 angehört.

## Geschichte
Die KDStV Novesia wurde 1863 als Theologenverein an der Universität Bonn gegründet.
Eine Mitgliedschaft im CV kam vor 1911 nicht in Betracht, weil nach dem Singularitätsprinzip bis 1899 nur jeweils eine Korporation an einem Hochschulort im Verband zugelassen war, und die ältere KDStV Bavaria Bonn bereits 1865 dem CV beigetreten war. Darum nahm im Wintersemester 1890/91 die KDStV Sauerlandia Münster Kontakt zur Novesia auf. Mit dieser erfolgte dann am 7. April 1891 die Gründung der Kartellvereinigung katholischer deutscher Studentenkorporationen in Mönchengladbach, die seit 1905 den Namen Katholischer Deutscher Verband farbentragender Studentenkorporationen (KDV) führte. 1911 wurde nach Aufhebung des Singularitätsprinzips der Beitritt in den Cartellverband der katholischen deutschen Studentenverbindungen (CV) beschlossen.
Der dänische Dichter Johannes Jørgensen beschrieb in seinem dokumentarischen Roman Klokke Roland, in dem Kapitel Gaudeamus igitur, seine Teilnahme am 50. Stiftungsfestkommers der Novesia 1913 in der Beethovenhalle.
Obwohl die KDStV Novesia nach dem Himmler-Erlass vom 20. Juni 1938 gezwungen wurde, sich offiziell aufzulösen, führte sie das Verbindungsleben gemeinsam mit der Studentenverbindung KDStV Alania Bonn unter dem Namen Conrübia/Coronia bis zum Sommersemester 1944 illegal fort. 1946 wurde sie von den Westalliierten wieder zugelassen.
Die KDStV Novesia stellte 1922/1923, 1977/1978 zusammen mit der Ascania Bonn, 2008/2009 mit der Alania Bonn und Staufia Bonn sowie 2021/22 mit den Bonner Cartellverbindungen Alania, Bavaria und Ripuaria, den Vorort des Cartellverbandes der katholischen deutschen Studentenverbindungen.

## Bekannte Mitglieder

### Ordentliche Mitglieder
- Michael Bamberg (* 1947), Leitender Ärztlicher Direktor und Vorstandsvorsitzender des Universitätsklinikums Tübingen
- Heribert Barking (1912–1992), Unternehmer und Politiker (CDU), Mitglied des Landtages Nordrhein-Westfalen (1967–1970; 1973–1975)
- Alfred Beth (* 1940), Jurist, Politiker (CDU), Staatsminister für Umwelt und Gesundheit des Landes Rheinland-Pfalz (1988–1991), Mitglied des Landtages Rheinland-Pfalz (1991–1998)
- August Brandt (1866–1917), Theologe, Hochschullehrer, Leiter des theologischen Konvikts Collegium Leoninum (1893–1907)
- Helmut Brandt (* 1950), Politiker (CDU), Mitglied des Bundestags (2005–2017)
- Heinrich Brauns (1868–1939), Geistlicher, Politiker (Zentrum), Reichsarbeitsminister (1920–1928)
- Joseph Brüggemann (1879–1946), Schulleiter in Kleve und Mülheim
- Peter Brühl (1932–2016), Urologe, Hochschullehrer
- Hugo Dausend OFM (1882–1940), katholischer Theologe und Kirchenhistoriker
- Joseph Greving (1868–1919), katholischer Theologe, Kirchenhistoriker und Hochschullehrer
- Johannes Hinsenkamp (1870–1949), Stadtdechant der Bonner Münsterpfarre
- Friedrich Jacobs (1910–2004), Jurist, Politiker (FDP), Bürgermeister von Köln (1969–1979)
- Hans-Georg Kamann (* 1968), Jurist, Hochschullehrer, Direktor des Centrums für Europarecht an der Universität Passau
- Fritz Keller (1891–1943), Geistlicher und Widerstandskämpfer gegen den Nationalsozialismus
- Otto Müller (1870–1944), Geistlicher, Gewerkschafter (KAB) und Widerstandskämpfer in der NS-Zeit
- Horst Müntefering (* 1936), Hochschullehrer, Kinderpathologe
- Peter Neuenheuser (1877–1940), Geistlicher, Direktor des Collegium Aloysianum und NS-Opfer
- Heinz Penin (1924–2020), Neurologe, Epileptologe und Hochschullehrer
- Johann Pütz (1851–1945), katholischer Geistlicher und Mitglied des Deutschen Reichstags
- Peter Remark (1881–1969), Lehrer, Politiker (Zentrum), Landrat des Landkreises Hechingen (1945–1946)
- Patrick Schnieder (* 1968), Politiker (CDU), Mitglied des Bundestags (seit 2009), Bundesverkehrsminister (seit 2025)
- Thomas Schöne (* 1967), Politiker (CDU), Bürgermeister von Warstein
- Karl Joseph Kardinal Schulte (1871–1941), Bischof von Paderborn (1910–1920), Erzbischof von Köln (1920–1941)
- Franz Hubert Maria Schweitzer (1865–1924), katholischer Geistlicher
- Andreas Sievers (1931–2009), Botaniker, Direktor des Botanischen Instituts der Universität Bonn
- Ludwig Steffens (* 1930), Mediziner an der Universität Bonn
- Hans Stercken (1923–1999), Politiker (CDU), Mitglied des Bundestags (1976–1994), Vorsitzender des Auswärtigen Ausschusses (1985–1994)
- Rolf Thomas (1934–2016), katholischer Geistlicher und Mitglied des Generalrats der Prälatur Opus Dei
- Winfried Vahlensieck (1929–2008), Urologe, Hochschullehrer
- Clemens Verenkotte (* 1960), Historiker, Journalist und Hörfunk-Korrespondent der ARD
- Klaus Vieten (1932–2014), Geologe, Hochschullehrer
- Heinz Wiefels (1910–1980), Jurist, Richter am Bundesgerichtshof
- Adam Wrede (1875–1960), Philologe und Sprachwissenschaftler

### Ehrenmitglieder
- Winfried Philipp Englert (1860–1934), Geistlicher, Professor und Theologe
- Alfons Proske (1881–1950), Verwaltungsjurist, Ober- und Regierungspräsident der Provinz Oberschlesien (1923–1929), Kurator der Universität Bonn
- Aennchen Schumacher (1860–1935), Wirtin und Sammlerin studentischen Liedguts
- Romuald Wolters OSB (1888–1973), Abt der Abtei Merkelbeek und der Abtei St. Benediktusberg